# Polynôme minimal (théorie des corps)
Ne doit pas être confondu avec Polynôme minimal d'un endomorphisme.
Pour les articles homonymes, voir Polynôme minimal (homonymie).

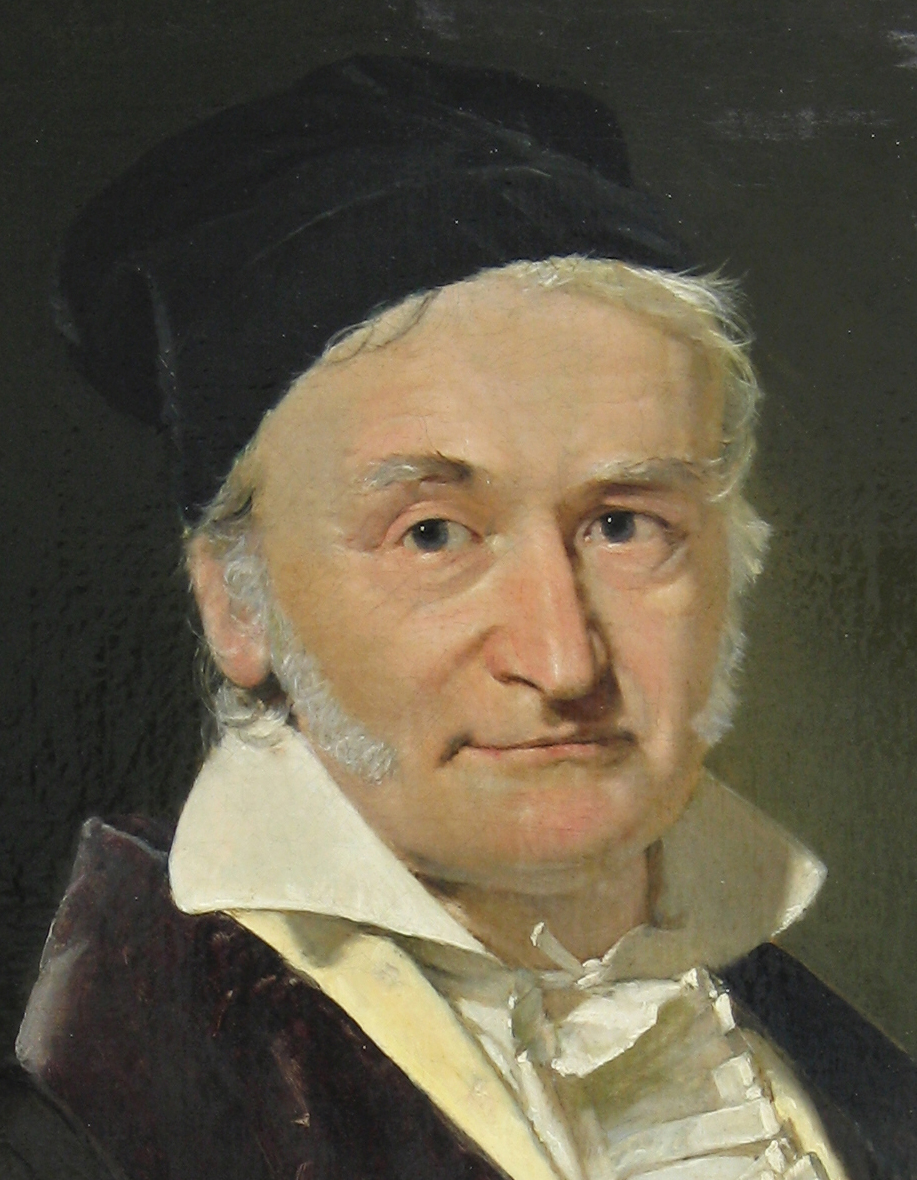
Carl Friedrich Gauss utilise des polynômes minimaux appelés cyclotomiques pour déterminer les polygones constructibles à la règle et au compas.

En théorie des corps, le polynôme minimal sur un corps commutatif K d'un élément algébrique d'une extension de K, est le polynôme unitaire de degré minimal parmi les polynômes à coefficients dans le corps de base K qui annulent l'élément. Il divise tous ces polynômes. C'est toujours un polynôme irréductible.  Dans le cas d'une extension du corps des rationnels (en particulier d'un corps de nombres), on parle de nombre algébrique et donc de polynôme minimal d'un nombre algébrique.
C'est une notion élémentaire utile aussi bien en théorie classique de Galois qu'en théorie algébrique des nombres. Ainsi dans une extension du corps K où le polynôme minimal de a est scindé, les éléments conjugués de a sont toutes les racines de son polynôme minimal, et les automorphismes de corps d'une telle extension (qui forment le groupe de Galois de celle-ci) laissant stable K associent nécessairement à a un de ses éléments conjugués.   
Une extension de K est aussi une algèbre associative sur K, et il est possible  de définir plus généralement le polynôme minimal dans ce cadre, qui recouvre aussi l'algèbre linéaire et les endomorphismes d'un espace vectoriel sur K. Le polynôme minimal d'un élément algébrique a sur K est d'ailleurs également, du point de vue de l'algèbre linéaire, le polynôme minimal de l'endomorphisme x ↦ ax de l'extension vu comme K-espace vectoriel. D'autres outils de la théorie des corps, comme la trace, la norme, le polynôme caractéristique d'un élément algébrique, peuvent se définir à partir de cet endomorphisme et entretiennent les mêmes liens avec le polynôme minimal que leurs correspondants en algèbre linéaire.

## Définitions
Ici K désigne un corps et L une extension de K, c'est-à-dire un corps contenant K. 
Un élément a algébrique de L sur K est un élément de L racine d'un polynôme non nul à coefficients dans K. Étant donné deux polynômes qui ont  a pour racine, le reste par la division euclidienne de l'un par l'autre a encore a pour racine. Par conséquent les polynômes de degré minimal qui ont pour racine a sont proportionnels, et un tel polynôme divise tous les polynômes qui annulent a. 
Un tel polynôme est également irréductible, car si le produit de deux polynômes (à coefficients dans un corps) s'annule sur a, l'un des deux s'annule (un corps est en particulier intègre). On a unicité en choisissant ce polynôme unitaire, c'est-à-dire que le coefficient du terme de plus haut degré est égal à 1.
On peut donc définir le polynôme minimal de a, élément algébrique de L sur K :
- le  polynôme minimal de a sur K est le polynôme unitaire de plus bas degré à coefficients dans K admettant a pour racine ;
- le  polynôme minimal de a sur K est aussi l'unique polynôme unitaire irréductible à coefficients dans K qui admet a pour racine ;
- le  polynôme minimal de a sur K est également l'unique polynôme unitaire à coefficients dans K qui admet a pour racine, et qui divise tous les polynômes qui ont pour racine a.

Dit autrement, l'anneau K[X] des polynômes sur K est un anneau euclidien donc principal. L'idéal des polynômes qui ont pour racine a est principal et donc :
- le  polynôme minimal de a sur K est l'unique polynôme unitaire qui engendre l'idéal des polynômes de K[X] qui annulent a.

Comme a est algébrique, K(a), le plus petit sous-corps de L  contenant K et a, est l'anneau K[a], et il est isomorphe au corps de rupture K[X]/(P) du polynôme minimal P de a, c'est-à-dire que la structure de K(a) est déterminée par le polynôme minimal de a. Le degré de a, qui est le degré de l'extension K(a) de K, est également le degré du polynôme minimal de a.

### Exemples
Les lettres ℂ, ℝ et ℚ désignent respectivement les corps des complexes, réels et rationnels.
- Tout élément k du sous-corps K est algébrique sur K, de polynôme minimal X – k.
- Tout nombre complexe non réel a + ib (avec a et b réels et b non nul) est algébrique sur ℝ, de polynôme minimal X2 – 2a X + a2 + b2.
- L'unité imaginaire i a même polynôme minimal sur  ℝ et ℚ, à savoir X2 + 1.
- La racine carrée de deux, √2, est un nombre algébrique de polynôme minimal X2 – 2 sur ℚ (différent de son polynôme minimal sur  ℝ qui est X – √2).
- Le nombre algébrique √2 + √3 a pour polynôme minimal (sur ℚ) X4 − 10X2 + 1 = (X - √2 - √3)(X - √2 + √3)(X + √2 + √3)(X + √2 - √3) (la minimalité découle de ce que le produit de deux de ses facteurs n'est pas dans  ℚ[X], les racines du polynôme étant opposées 2 par 2).
- Les nombres transcendants (non-algébriques), comme π (théorème de Lindemann) n'ont donc pas de polynôme minimal sur ℚ.
- Si le polynôme unitaire P est irréductible sur K, il est le polynôme minimal de l'élément de son corps de rupture K[X]/(P) qui est la classe de X modulo P.
- Par exemple, 𝔽2 étant le corps fini à 2 éléments, le polynôme X2 + X + 1 de  𝔽2[X] est irréductible ; en notant 𝔽4 son corps de rupture (le corps fini à 4 éléments) et  j la classe de X modulo ce polynôme, alors X2 + X + 1 est le polynôme minimal de j, et également de  j+1.
- Le n-ième polynôme cyclotomique Φn est unitaire et irréductible dans  ℚ[X] : c'est le polynôme minimal sur ℚ de chacune de ses racines, les racines primitives n-ièmes de l'unité e2ikπ/n, k premier avec n.
- Un entier algébrique est par définition un nombre algébrique dont le polynôme minimal est à coefficients entiers.

## Théorie des corps

### Propriétés élémentaires
Ici K est un corps, L une extension de K et m un élément de L.
Dans l'article « Corps de rupture », en utilisant que l'anneau K[X] est euclidien donc principal, on démontre :
- Soit P un polynôme irréductible et unitaire de K[X], alors il existe une extension de K, de degré égal au degré de P, contenant un élément dont P est le polynôme minimal.

Les propriétés suivantes sont démontrées dans l'article détaillé.
- Si m est algébrique sur K et si son polynôme minimal est de degré n, alors toute extension contenant m est de degré infini ou multiple de n et la plus petite est de degré n.
Cette propriété permet par exemple de démontrer que la trisection de l'angle ou la duplication du cube est en général impossible à la règle et au compas (cf. l'article « Tour d'extensions quadratiques »).
- Si m est algébrique sur une extension finie de K, alors m est algébrique sur K.
- Si m1 et m2 sont algébriques sur K, alors m1 m2 et m1 + m2 le sont aussi, et m1–1 l'est aussi si m1 est non nul.

### Extension séparable
Un élément algébrique sur K est dit séparable (sur K) si toutes les racines de son polynôme minimal sur K, dans une extension où ce polynôme est scindé, sont simples.
Une extension algébrique de K est dite séparable si tous ses éléments le sont. C'est toujours le cas si K est parfait, par exemple si K est fini ou de caractéristique nulle.
Les extensions séparables possèdent des propriétés importantes, comme le théorème de l'élément primitif :
- Toute extension finie séparable est simple,

c'est-à-dire qu'elle contient un élément qui engendre l'extension, ou encore, dont le polynôme minimal est de degré égal au degré de l'extension.

## Outils issus de l'algèbre linéaire
Dans tout ce paragraphe, on suppose que L est une extension finie de K et pour tout élément m de L, on note φm l'endomorphisme du K-espace vectoriel L qui à x associe mx.
Le polynôme minimal de φm est aussi le polynôme minimal de m, puisque pour tout polynôme Q de K[X], Q(φm) = φQ(m).
On appelle polynôme de caractéristique de m relativement à l'extension L de K, le polynôme caractéristique de l'endomorphisme φm. 
De la même façon, par définition, la norme de m relativement à l'extension L de K, est le déterminant de φm,  et la trace de m relativement à l'extension L de K est la trace de l'endomorphisme φm.
Même si ces trois notions dépendent non seulement de m mais de L (et de K), quand le contexte est clair, on parle simplement du polynôme caractéristique, de la norme, et de la trace de m.
Dans la suite le polynôme minimal de m est noté Pm, et son polynôme caractéristique χm.

### Polynôme caractéristique
Soit ψm la restriction de φm à K[m], le corps de rupture Pm, polynôme minimal de m. Si d est le degré de Pm, le K-espace vectoriel K[m] a pour base (1, m, m2, … , md – 1), et la matrice MK[m] de ψm dans cette base est la matrice compagnon de Pm, dont le polynôme caractéristique est égal à Pm.
Soit d'autre part (l1, … , ln) une base du K[m]-espace vectoriel L. Alors, la famille des milj, pour i variant de 0 à d – 1 et j de 1 à n, forme une base du K-espace vectoriel L, dans laquelle la matrice ML de φm s'écrit par blocs :
Le polynôme caractéristique χm de m relativement à l'extension L de K est alors une puissance du polynôme minimal Pm :
- si L est de degré n sur K[m], alors :

(on obtient ainsi le théorème de Cayley-Hamilton dans ce cas très particulier).

### Norme
La norme de m relativement à l'extension L de K est en général notée NL/K(m). Par définition, c'est un élément de K,  égal au coefficient constant du polynôme caractéristique de m au signe éventuellement près (multiplié par (-1)n). C'est aussi le produit des racines de χm (comptées avec leurs multiplicités, et dans une extension où χm est scindé).
Quand φm est définie sur l'extension K[m], son polynôme minimal est le polynôme minimal de m et donc :
- la norme d'un élément m relativement à l'extension K[m] est le produit des racines de son polynôme minimal.

Étant donné l'expression du polynôme caractéristique en fonction du polynôme minimal ci-dessus on a:
- si L est de degré n sur K[m], la norme de m  relativement à l'extension L de K est égale à la norme m  relativement à l'extension K[m] à la puissance n, donc au produit des puissances n-ièmes des éléments conjugués de m.

### Trace
La trace est de m relativement à l'extension L de K est souvent notée TrL/K(m). C'est, comme la norme, un élément de K, opposé au coefficient sous-dominant de χm qui, dans le cas particulier L = K[m], n'est autre que le polynôme minimal de m. 
L'application qui à deux éléments a et b de L associe la trace de ab est appelée forme trace. Elle joue un rôle important en théorie algébrique des nombres, par exemple pour définir le discriminant.

## Analogue du polynôme minimal pour les variétés algébriques sur les anneaux factoriels
Supposons que R est un anneau factoriel dont le corps des fractions est K, et que X1, X2, ..., Xn sont n variables indépendantes.

Si x1, x2, … , xn sont n éléments tels que le degré de transcendance de l'extension K(x1, x2, … , xn) est égal à n – 1, alors l'idéal des polynômes P de R[X1, X2, ..., Xn] s'annulant en (x1, x2, … , xn) est principal.
Pratiquement, ce théorème se traduit de la façon suivante : 
si x1, x2, … , xn–1 sont algébriquement indépendants, et si xn est tel qu'il existe un polynôme Q à coefficients dans R vérifiant Q(x1, … , xn–1, xn) = 0, alors il existe un certain  polynôme P à coefficients dans R, unique  à la multiplication près par une unité de R, s'annulant en (x1, x2, … , xn), et tel que tout autre polynôme à coefficients dans R s'annulant en ce point est divisible par P dans R[X1, X2, ..., Xn].  
Dans le cas où n = 1, le degré de transcendance de x1 est 0 et l'on obtient la proposition suivante : 

Si x est un élément algébrique sur K, alors, à la multiplication près par une unité de R, il existe un unique polynôme P à coefficients dans R tel que tout polynôme de R[X] s'annulant en x est divisible par P dans R[X].
On voit d'ailleurs que ce polynôme ne peut être que le polynôme minimal Q de x sur K, multiplié par le plus petit commun multiple des dénominateurs des coefficients de Q, de façon à le rendre primitif.